# Anton Šerf
Anton Šerf slovenski rimokatoliški duhovnik nabožni pisec, homilet, pesnik. * Dedonci, 17. maj 1798; † Mihalovci, 19. junij 1882.
Rodil se je v radgonskem trikotniku (danes Avstrija) očetu Simonu (Šümen) Šerfu in materi Marjeti Pokan. Že se je v svojih mladih letih spoznal s Petrom Dajnkom, kasneje je podpiral njegova prizadevanja v jeziku in pisavi. Študiral je v Mariboru in Gradcu. Od l. 1838 do 1876 je bil župnik v Svetinjah. Leta 1876 je šel v pokoj.
Čeprav je uporabljal Dajnkovo pisavo (ti. dajnčica), a svoja dela pisal v svojem radgonskem narečju, ki je malo drugačno od Dajnkovega vzhodnoštajerskega knjižnega jezika. Tega narečja več ne govorijo v tisti okolici, kjer se je Šerf rodil. Prevedel je nabožno-leposlovne pesmi iz latinskega in nemškega jezika, vendar se niso udomačile med ljudstvom.

## Dela
- Pad no zdig чloveka (1832)
- Predge na vse nedele no svetke celega kerȣŋko-katolȣkega cirkvenega leta (1835)
- Cvetŋak ali roxŋek (1835)